# Queens of the Stone Age (musikalbum)
Queens of the Stone Age är bandet Queens of the Stone Ages debutalbum. Det släpptes den 22 augusti 1998.

## Låtlista
1. "Regular John" - 4:35
2. "Avon" - 3:23
3. "If Only" - 3:21
4. "Walkin' on the Sidewalks" - 5:03
5. "You Would Know" - 4:16
6. "How to Handle a Rope" - 3:31
7. "Mexicola" - 4:54
8. "Hispanic Impressions" - 2:45
9. "You Can't Quit Me Baby" - 6:34
10. "Give the Mule What He Wants" - 3:10
11. "I Was a Teenage Hand Model" - 5:01